# Wadim Zacharow
Wadim Arisowicz Zacharow (ros. Вадим Арисович Захаров; ur. w 1959 w Duszanbe) – radziecki i rosyjski malarz, redaktor, aktywny uczestnik nieoficjalnej sztuki ZSRR, jeden z czołowych przedstawicieli tzw. konceptualizmu moskiewskiego, mieszkający i pracujący w Kolonii. W 1982 ukończył studia w Moskiewskim Instytucie Pedagogicznym. Kolekcję dzieł artystycznych Wadima Zacharowa posiadają Galeria Tretiakowska i Państwowy Centrum Sztuki Współczesnej (ros. Государственный центр современного искусства) w Moskwie. 10 września 2003 odsłonięto pomnik Theodora Adorna we Frankfurcie nad Menem autorstwa Wadima Zacharowa. W 2015 odbyła się wystawa "Postęp i higiena" Andy Rottenberg w Narodowej Galerii Sztuki w Warszawie, gdzie zwróciła uwagę instalacja Wadima Zacharowa "Restauracja Statek Filozofów" z 2014 roku. W 2009 Wadim Zacharow został odznaczony Nagrodą Kandinskiego.